# Alejandro Saint-Aubin
Alejandro Saint-Aubin y Bonnefon (Madrid, 1857-Madrid, 24 de mayo de 1916) fue un pintor, crítico de arte, político y periodista español.

## Biografía

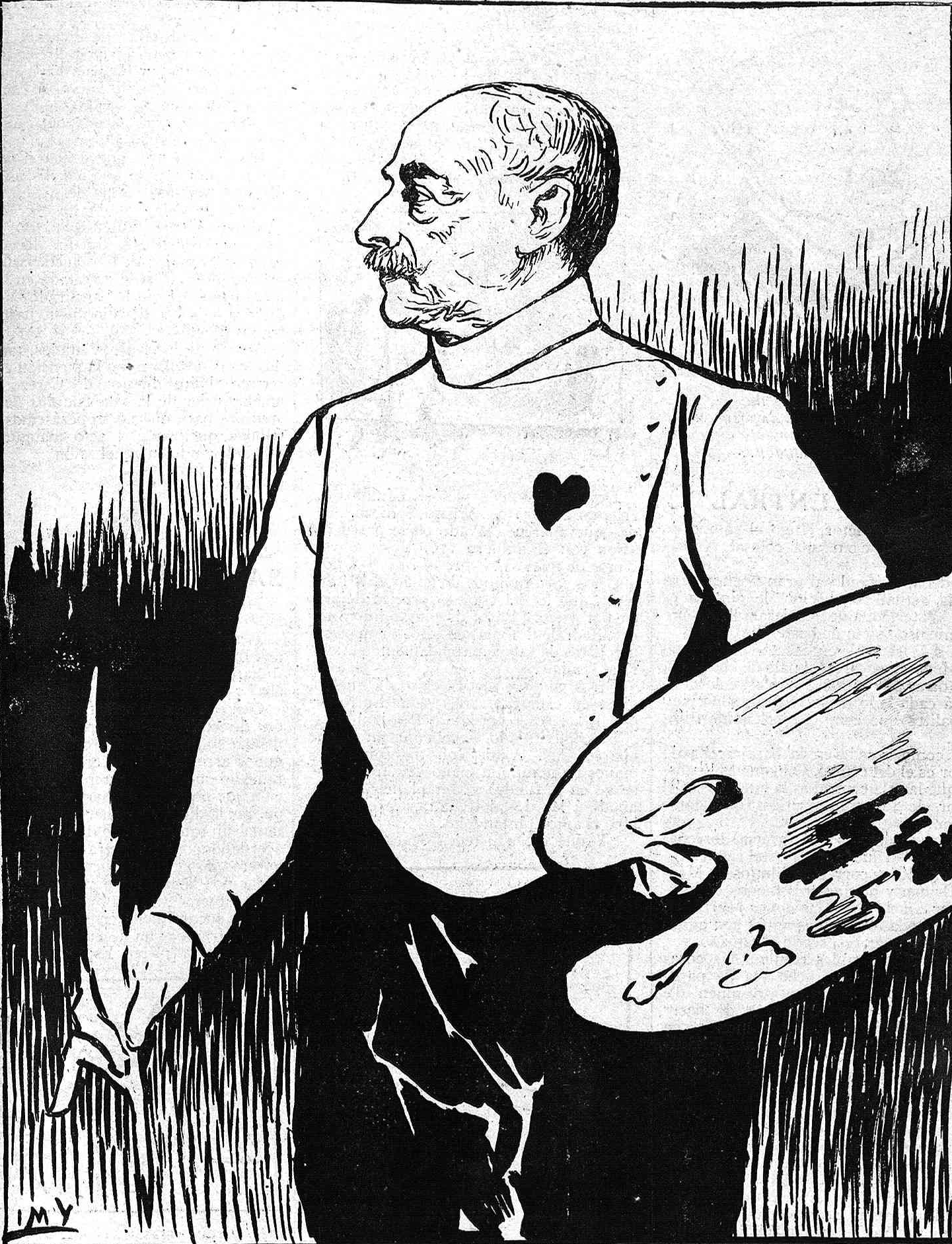
Retratado por Medina Vera (1910)

De padres de origen francés (Bertran Saint-Aubin y María Bonnefon), se formó en la Escuela de Bellas Artes de San Fernando de Madrid, donde fue discípulo de Ángel Lizcano y, especializado en la pintura de paisaje y de género costumbrista, concurrió con asiduidad a las Exposiciones Nacionales de Bellas Artes, en las que obtuvo tercera medalla en 1895 con el lienzo titulado La buenaventura y segunda en 1897 con el cuadro Burlado y vencido. Desde muy joven también se dedicó a escribir artículos de crítica artística y musical en El Liberal y El Heraldo de Madrid, propiedad de su cuñado, el político liberal José Canalejas, llegando a ser director de este último; de hecho, fue más conocido en su época como periodista que como pintor. En 1893 participó en la guerra de Marruecos, destinado en un hospital de Melilla, y en 1898 fue corresponsal en Cuba de El Heraldo de Madrid durante la Guerra Hispano-Estadounidense.
De la mano de su cuñado ingresó al Partido Liberal, y fue nombrado comisario real en diversas exposiciones de Bellas Artes y diputado por Brihuega en las elecciones generales de 1901 y por Villena en las elecciones de 1905 y de 1910. También fue candidato al Senado por la provincia de Alicante. Fue nombrado vocal del Real Patronato del Museo del Prado en 1912 y en ese mismo año fue comisionado junto con José Joaquín Herrero y Sánchez y Jacinto Octavio Picón para redactar el reglamento del Museo.
Falleció en Madrid en la madrugada del 24 de mayo de 1916.